# تاناسیلما، شهرستان ویلجندی
تاناسیلما، شهرستان ویلجندی (به لاتین: Tänassilma, Viljandi County) یک روستا در استونی است که در دهستان ویلیاندی واقع شده‌است.